# 24-Stunden-Rennen von Le Mans 2011

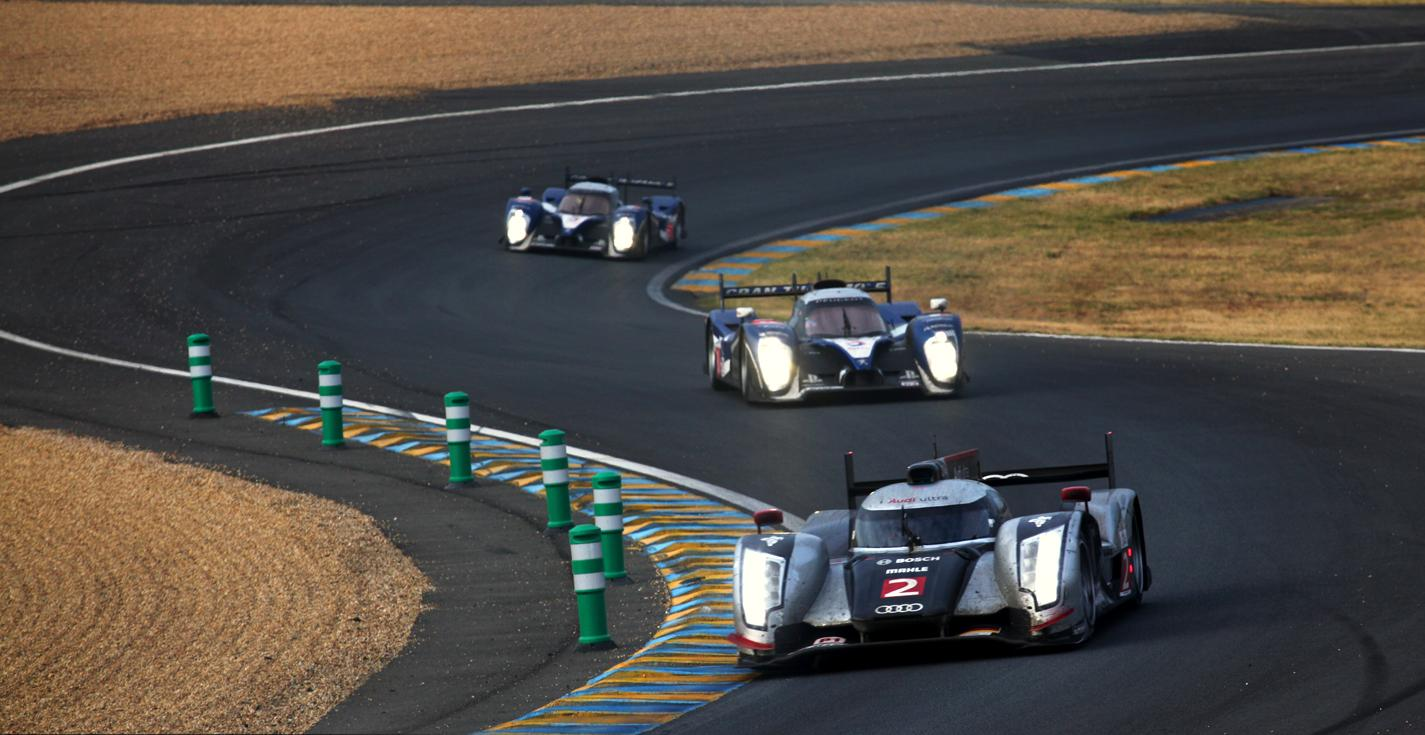
Der siegreiche Audi R18 von Fässler/Lotterer/Tréluyer vor den Peugeot 908 mit den Startnummern 7 und 8 in den Esses

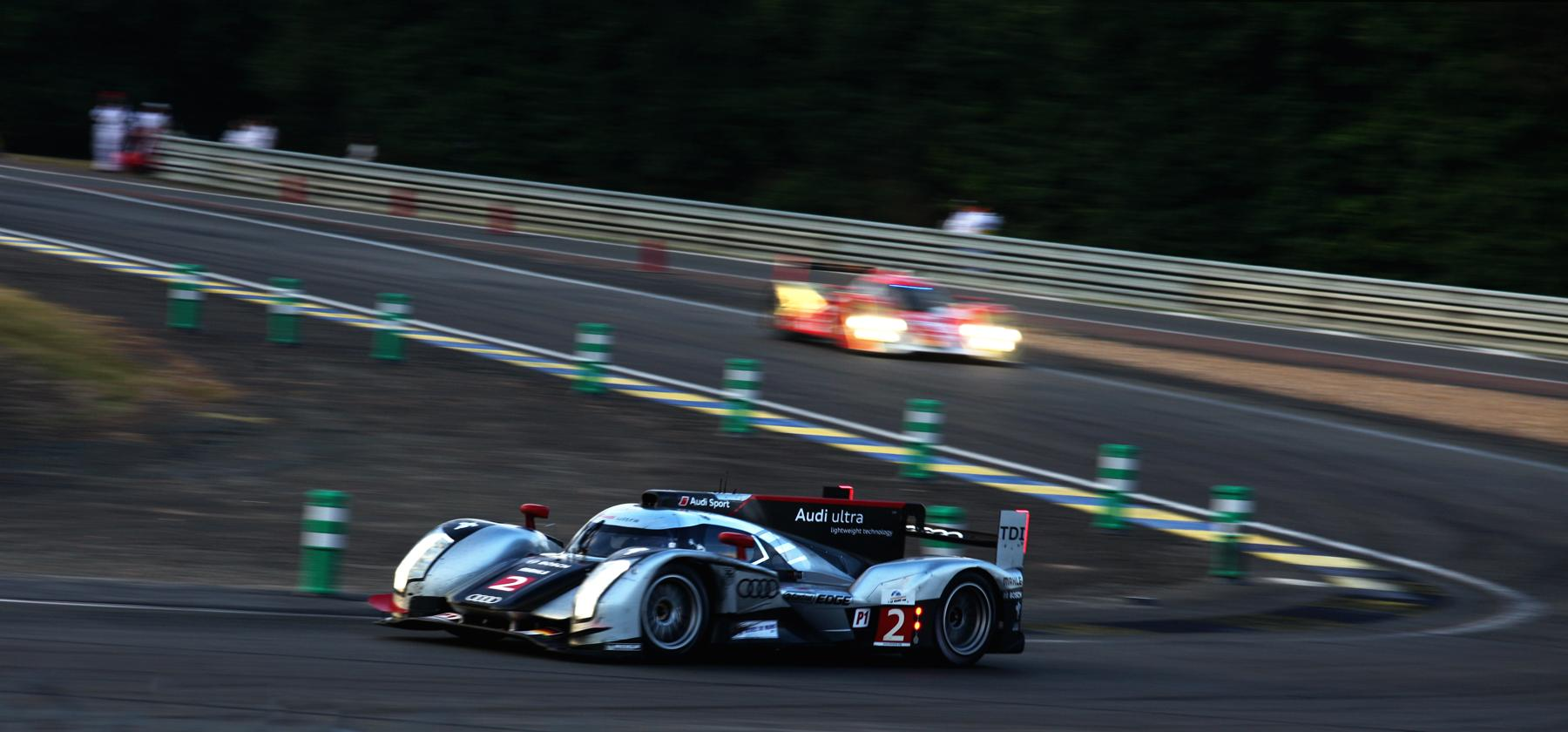
Der später siegreiche Audi R18 mit der Nummer 2; am Samstagabend gegen 20 Uhr bei der Ausfahrt aus der Mulsanne

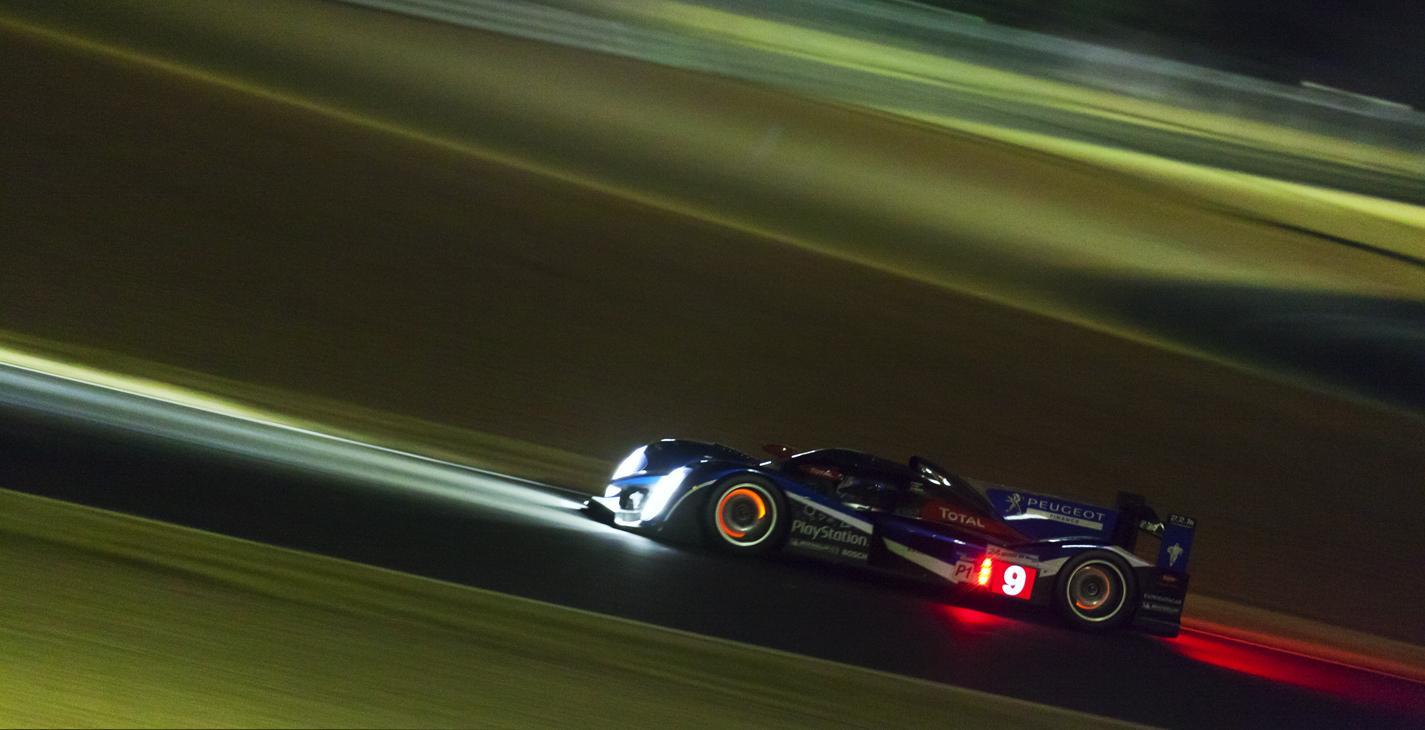
Der zweitplatzierte Peugeot mit der Startnummer 9, während des Qualifikationstrainings am Donnerstag vor dem Rennen

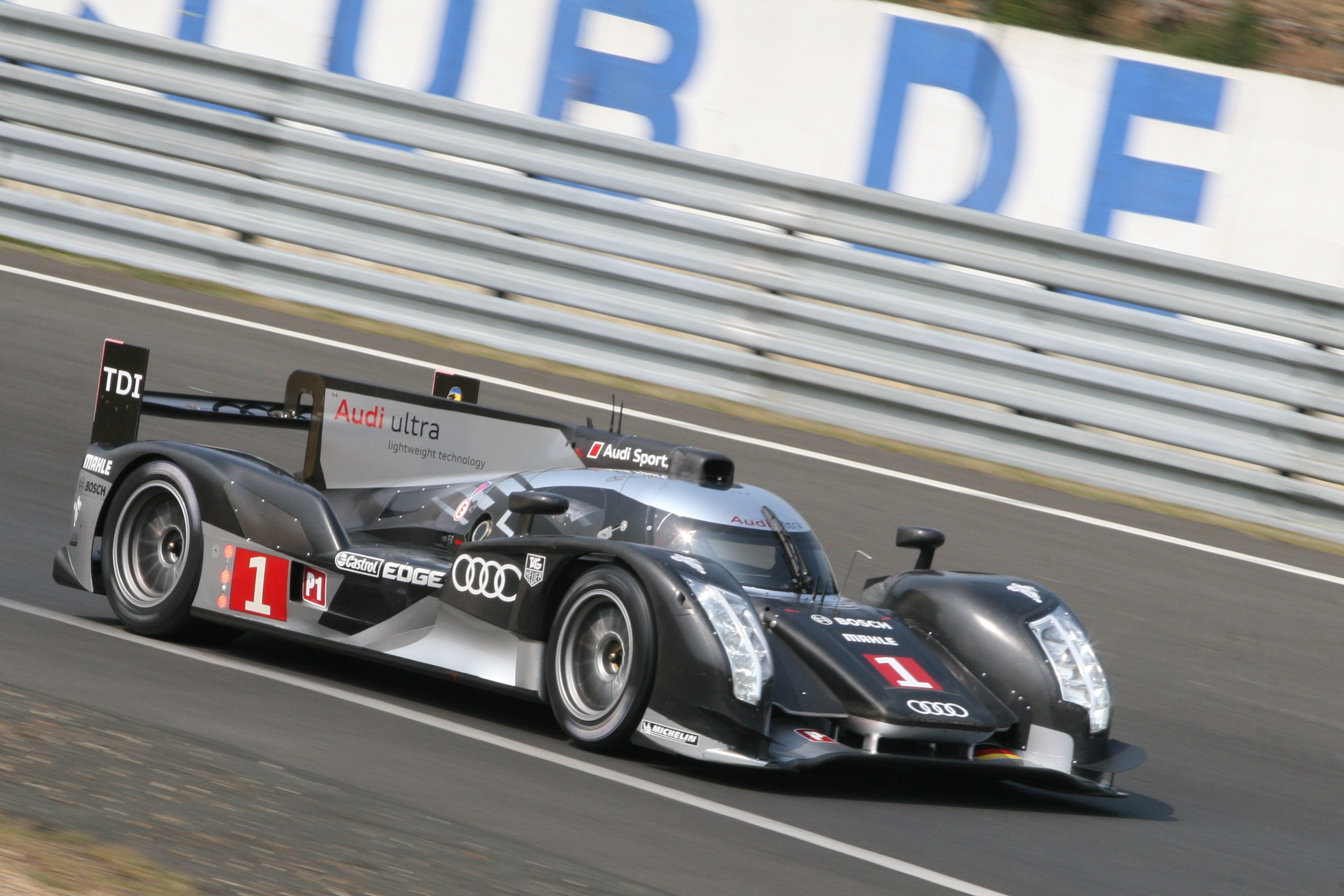
Der Audi R18 mit der charakteristischen Finne

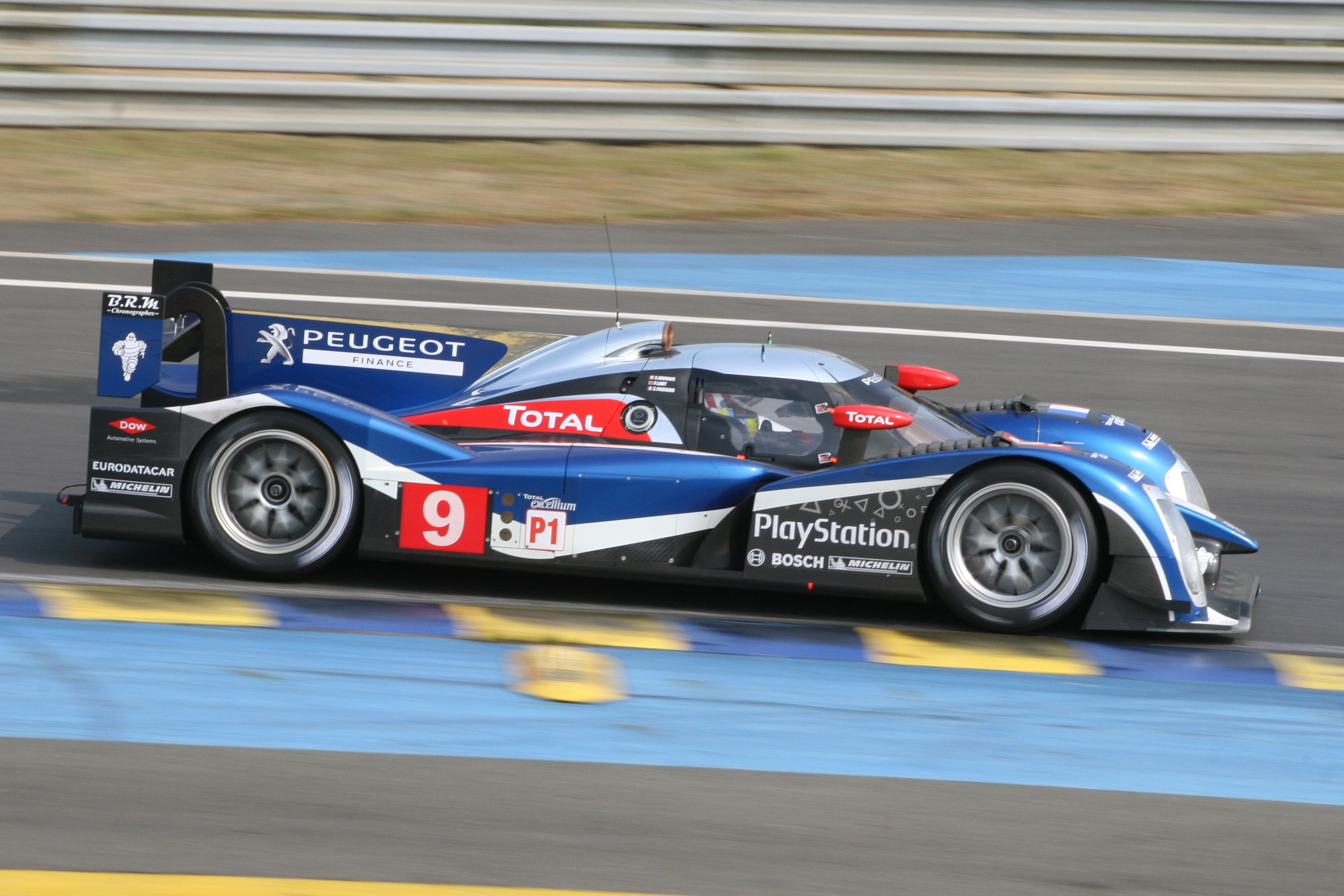
Der Peugeot 908 während der Vortests

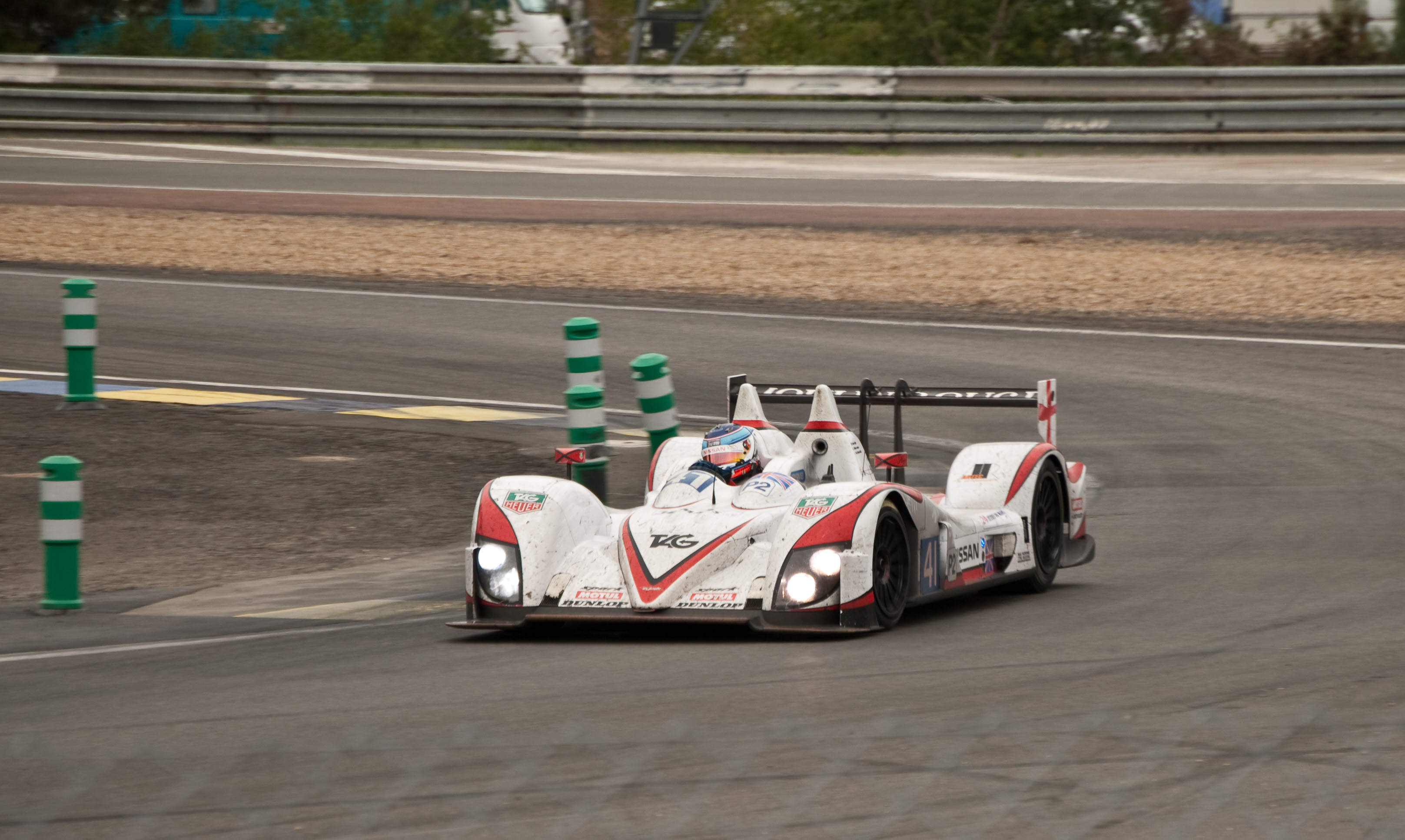
LMP2-Sieger, Zytek Z11SN von Greaves Motorsport

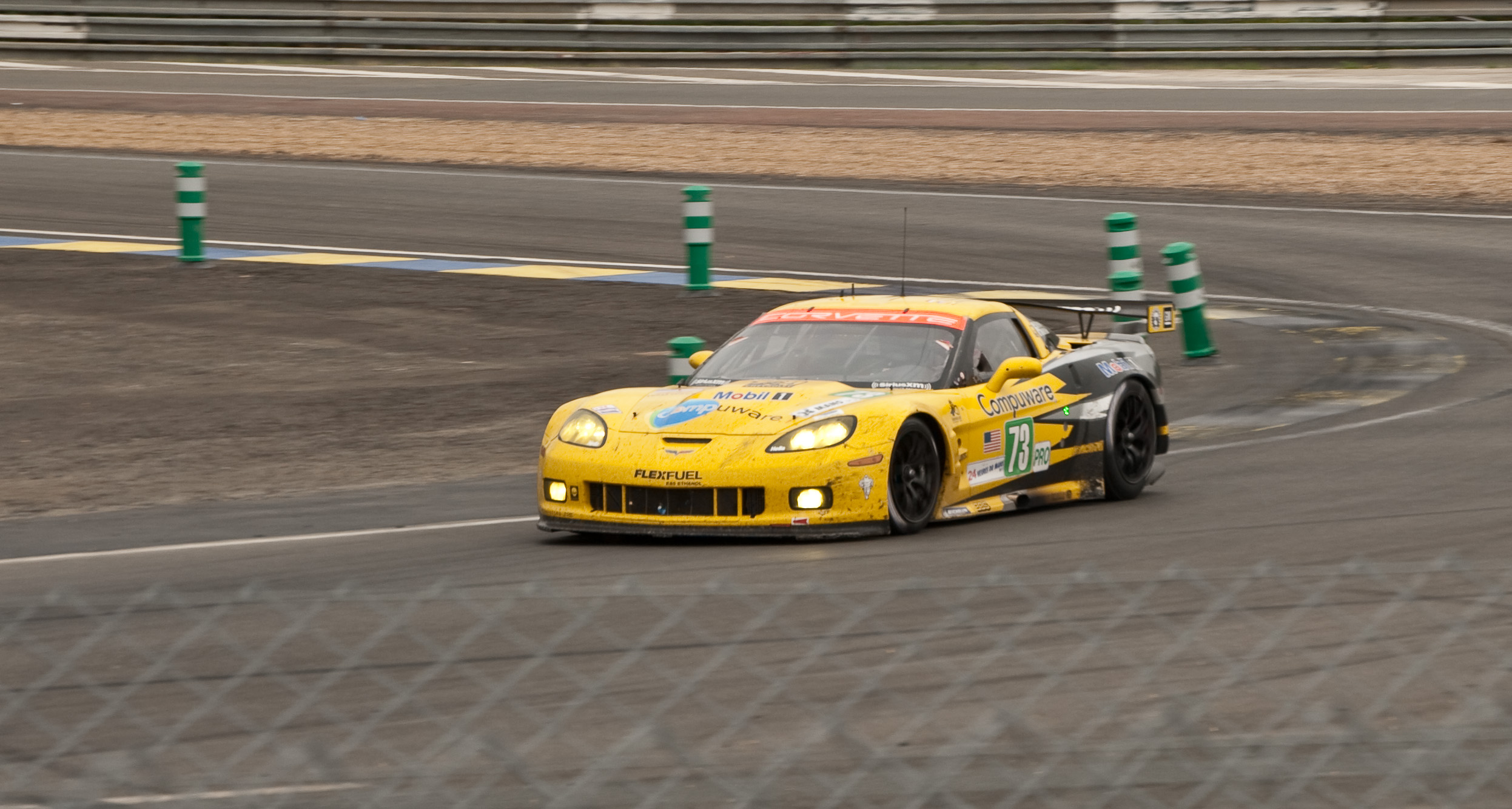
Olivier Beretta, Tommy Milner und Antonio García gewinnen im Chevrolet Corvette C6.R die LMGTE-Pro-Klasse

Das 79. 24-Stunden-Rennen von Le Mans, der 79e Grand Prix d’Endurance les 24 Heures du Mans, auch 24 Heures du Mans, Circuit de la Sarthe, Le Mans, fand vom 11. bis 12. Juni 2011 auf dem Circuit des 24 Heures statt. Das Rennen war der dritte Lauf des Intercontinental Le Mans Cup 2011.

## Änderungen am Reglement
Für das 24-Stunden-Rennen 2011 sah der Automobile Club de l’Ouest erstmals seit 2007 gravierende Änderungen am Reglement vor, die sowohl die Prototypen als auch Gran Turismos betrafen.
Nach den Reglementänderungen des ACO sollten die LMP1-Fahrzeuge eingebremst werden, sodass die Rundenzeiten nicht mehr die Marke von 3:30 Minuten unterschreiten. Die Obergrenze des Hubraums für Saugmotoren wurde auf 3,4 Liter, für Turbobenziner auf 2,0 Liter und für Turbodiesel auf 3,7 Liter festgesetzt. LMP1-Fahrzeuge aus der Zeit bis 2010 durften zwar weiterhin teilnehmen, mussten aber kleinere Luftmengenbegrenzer, niedrigeren Ladedruck und kleinere Treibstofftanks verwenden. Der F-Schacht, der ursprünglich für 2011 geplant war, wurde verboten.
In der LMP2-Klasse sollten in erster Linie Kosten gespart werden. Vorgeschrieben waren nun serienbasierte Motoren. Saugmotoren durften maximal 5,0 Liter Hubraum und 8 Zylinder haben, Turbomotoren hingegen nur 3,2 Liter Hubraum und 6 Zylinder. Dieselmotoren waren nicht zugelassen. Ein LMP2-Fahrzeug durfte maximal 400.000 Euro kosten, wobei die Obergrenze für das Chassis 325.000 Euro und für den Motor 75.000 Euro betrug. Auf einem LMP2-Fahrzeug musste mindestens ein Amateur starten.
Das 24-Stunden-Rennen sollte 2011 umweltfreundlicher werden. Hybridantriebe waren mit den Änderungen im Reglement weitgehend erlaubt, darunter ein Energierückgewinnungssystem ähnlich dem KERS aus der Formel 1, wobei die gespeicherte Energie automatisch beim Betätigen des Gaspedals genutzt wurde. Hybridfahrzeuge durften zudem Allradantrieb verwenden. Das Mindestgewicht für alle Prototypen betrug 900 Kilogramm. Zusätzlich musste in die Karosserie der Prototypen eine vertikale Finne auf der Motorhaube angebracht werden. Diese sollte die Neigung zum Abheben reduzieren und so schwere Unfälle wie den der Mercedes-Benz CLR von 1999 verhindern.
Die eigene Klasse für GT1-Fahrzeuge wurde abgeschafft. Dafür wurde die GT2-Klasse aufgewertet und in eine Amateur- und eine Profi-Klasse geteilt. In der Amateur-Klasse waren Fahrzeuge startberechtigt, die maximal auf dem technischen Stand des Vorjahres und mit mindestens einem Amateur-Rennfahrer besetzt waren. Die GT1-Fahrzeuge von 2010 wären zwar für die GT-Amateur-Klasse zugelassen gewesen, jedoch nahm kein solches Fahrzeug daran teil.

## Das Training
In der Woche vor dem Rennen wurden drei Qualifyings-Sessions ausgetragen. Die beste Zeit aus allen drei Sessions war ausschlaggebend für die Platzierung in der Startaufstellung.
Die erste Session fand am Mittwoch, den 8. Juni, statt und dauerte zwei Stunden von 22 bis 0 Uhr. Stéphane Sarrazin erzielte im Peugeot 908 die Bestzeit von 3:27,033. Damit hatte er einen Vorsprung von fast einer Sekunde auf die drei dahinter platzierten Audi R18 herausgefahren.
Am Donnerstag, den 9. Juni, folgte die zweite Session, die um 19 Uhr begann und um 21 Uhr endete. Marcel Fässler erzielte im Audi mit einer Zeit von 3:25,961 die schnellste Runde und verwies Sarrazin, der seine eigene Bestmarke auf 3:26,156 reduzierte, auf den zweiten Platz.
Kurze Zeit später begann um 22 Uhr die dritte und letzte Session, die bis 0 Uhr andauerte. Die Audi und Peugeot legten ein noch höheres Tempo vor und es entwickelte sich ein enger Schlagabtausch zwischen den Teams. Der Audi-Pilot Benoît Tréluyer setzte mit 3:25,738 eine neue Bestzeit und holte seinem Team damit die Pole-Position. Er unterbot knapp die 3:25,799 von Romain Dumas in einem anderen Audi. Dahinter folgten zwei Peugeot, die sich in der zweiten Startreihe platzierten. Die dritte Audi-Mannschaft musste sich mit dem fünften Startplatz zufriedengeben, nachdem Tom Kristensen auf seiner schnellen Runde von einem GT-Fahrzeug blockiert worden war und im nächsten Anlauf mit seinem Fahrzeug in die Leitplanken gefahren war. Auf Platz sechs reihte sich der letzte Werks-Peugeot ein.
Der ältere Peugeot 908 HDi FAP von der privaten Mannschaft ORECA hatte bereits einen Rückstand von über vier Sekunden aufzuweisen. Dem Pescarolo sowie den beiden Rebellion-Lola als schnellste Benziner fehlten sogar über sieben Sekunden auf die Spitze. Damit war klar, dass in den Kampf um den Gesamtsieg nur die drei Audi und die drei Peugeot der Werksteams eingreifen können würden. Unter diesen Fahrzeugen gab es jedoch keinen eindeutigen Favoriten für das Rennen, da deren Zeiten aus dem Qualifying alle sehr eng beieinander lagen. Dem sechstplatzierten Peugeot fehlten gerade einmal 0,534 Sekunden auf die Bestzeit.
Die Pole-Position in der LMP2-Klasse erzielte Soheil Ayari im Signatech-Nissan mit einer Zeit von 3:41,458. In der GT-Pro-Klasse setzte sich der BMW M3 GT2 von Farfus/Müller/Werner mit 3:57,592 an die Spitze. Schnellstes Fahrzeug der GT-Am-Klasse war der Ferrari F430 GTE von AF Corse mit 4:01,282.

## Das Rennen
Das Rennen begann wie erwartet mit einer klaren Überlegenheit der sechs Diesel-Werksfahrzeuge. In Führung lag zu Beginn der Pole-Setter Benoît Tréluyer im Audi R18. Schon nach zwei bzw. vier Runden endete das neue Aston-Martin-LMP1-Projekt. In der zweiten Runde hatte Darren Turner, der Startfahrer im Aston Martin AMR-One mit der Nummer 007, einen Dreher in der Indianapolis-Kurve. Fast zeitgleich und nur knapp dahinter rollte Adrián Fernández im Wagen mit der Nummer 009 mit einem gebrochenen Keilriemenstraffer aus. Turner brachte den Wagen trotz Reifenschadens zurück an die Box, dort war allerdings auch für dieses Fahrzeug das Rennen zu Ende.
Nach knapp 45 Minuten Renndauer und der ersten Serie der Boxenstopps führte in der LMP1-Klasse und somit in der Gesamtwertung der Audi R18 mit der Startnummer 1 und Timo Bernhard am Steuer. In der LMP2-KLasse lag Alexandre Prémat im Werks-Oreca 03 in Front und bei den GTs führten Gianmaria Bruni auf einem Ferrari 458 Italia GTC bzw. Mario Cioci ebenfalls auf Ferrari, als es zum Unfall von Allan McNish kam.

### Der Unfall von Allan McNish
In der 13. Runde überholte Allan McNish in der Abfahrt nach dem Dunlop-Bogen den Führenden Timo Bernhard und kollidierte dabei mit dem vor Bernhard fahrenden Ferrari von Anthony Beltoise. Durch die Berührung wurde der Audi aus der Bahn geschoben, bekam Unterluft und schlug nach einer Fahrt durch das Kiesbett hart in einen Reifenstapel ein. Kurz drohte sogar ein Überkippen des Wracks hinter die Leitschienen, wo Fotografen und Streckenposten ihrer Arbeit nachgingen. Das Wrack des durch den Aufschlag völlig zerstörten Audi blieb aber vor der Absperrung auf dem Dach liegen. McNish konnte den Wagen mit Hilfe der herbeigeeilten Streckenposten unverletzt verlassen, vier Personen erlitten durch die herumfliegenden Teile jedoch leichte Verletzungen. Beltoise blieb im Auto sitzen und konnte nach einer Reparatur an der Box das Rennen wieder fortsetzen.

### Der Unfall von Mike Rockenfeller
Der zweite schwere Unfall ereignete sich in den frühen Nachtstunden. Zu diesem Zeitpunkt hatte sich der Zweikampf zwischen Audi und Peugeot bereits zugespitzt. Die Peugeots konnten längere Stints fahren und über die Distanz war abzusehen, dass dies bis zu drei Boxenstopps pro Peugeot sparen würde. Andererseits fuhr man bei Audi Vierfachstints bis zum nächsten Fahrer- und Reifenwechsel, bei Peugeot nur Dreifachstints. Die Audi machten zwar mehr Stopps, mussten dabei aber nur siebenmal die Reifen wechseln, bei Peugeot waren neun Wechsel geplant. Die unterschiedlichen strategischen Ansätze führten zu einer Pattstellung, die bei beiden Teams zu einem permanenten Fahren am Limit führte.
Mike Rockenfeller hatte bei einem ungeplanten Stopp, der notwendig wurde um die Haube zu wechseln, mehr als eine Minute an der Box verloren und war dabei, durch schnelle Runden die verlorene Zeit wieder aufzuholen. Außerdem hatte sich Teamkollege Romain Dumas einmal gedreht, was zusätzlich Zeit gekostet hatte. Knapp vor der Indianapolis kam es kurz vor 23 Uhr zum Unfall. Bei fast 300 km/h kollidierte Rockenfeller bei der Anfahrt zu dieser Kurve beim Überrunden mit dem Privatfahrer Robert Kauffman in einem Ferrari. Ähnlich wie bei McNish verlor auch hier der Fahrer sofort die Kontrolle über das Fahrzeug. Der Audi schlug erst links heftig in die Leitschiene ein und kam nach einem weiteren Einschlag rechts zum Stehen. Der Wagen wurde dabei so massiv zerstört, dass außer der Fahrerzelle praktisch nichts Kompaktes übrig blieb. Rockenfeller konnte das Wrack selbständig verlassen. Er wurde – wie McNish – zur genauen Untersuchung ins Krankenhaus von Le Mans gebracht, wo wie bei seinem schottischen Teamkollegen außer Prellungen keine Verletzungen festgestellt wurden.
Nach sechs Stunden Rennzeit waren von den 56 Startern noch 52 im Rennen. Ausgefallen waren nur vier LMP1-Werkswagen; die beiden Aston Martin und die zwei verunfallten Audi R18.

### Der Unfall von Jan Magnussen
Sonntag in den frühen Morgenstunden gab es eine seltene Situation bei Langstreckenrennen, Führungswechsel direkt auf der Straße. Der verbliebene Audi mit der Nummer 2 lieferte sich einen harten, aber fairen Kampf mit den Peugeots mit den Nummern 9 und 7. Um 8 Uhr am Sonntag kam es zu einem weiteren, diesmal folgenschwereren, Unfall. Vor der Ford-Schikane kollidierte Jan Magnussen im in der LMGE-Pro-Klasse führenden Chevrolet Corvette C6.R mit dem Porsche 997 GT3-RSR von Horst Felbermayr. Der Däne verlor ausgangs der Porsche-Kurven die Herrschaft über die Corvette. Das Heck brach aus, traf den Porsche voll und schob diesen in die Mauer. Beide Fahrzeuge fielen schwer beschädigt aus. Der Österreicher Felbermayr, ein vermögender Privatfahrer, der inzwischen 67-jährig schon in den 1970er-Jahren Sportwagenrennen fuhr, wurde dabei schwer verletzt. Er erlitt einen Beckenbruch und eine Lungenquetschung.
Nach dem Ende der folgenden Safety-Car-Phase führte Treluyer mit nur einer Sekunde Vorsprung auf den Peugeot von Simon Pagenaud. Durch die unterschiedlichen Boxenstoppstrategien änderte sich die Führung zwischen Audi und Peugeot mit jedem Stopp. Eine Vorentscheidung fiel am Sonntag um 9 Uhr 30, als Alexander Wurz im 908 mit der Nummer 7 einen Ausrutscher in der Indianapolis hatte, der 12 Minuten Zeitverlust durch die Reparatur der Schäden am Vorderwagen auslöste. Zu diesem Zeitpunkt lag der Wurz-Wagen knapp 25 Sekunden vor dem Schwesterwagen mit der Nummer 9.
Nach den letzten Boxenstopps, 40 Minuten vor Rennende, hatte André Lotterer im Audi sechs Sekunden Vorsprung auf Simon Pagenaud, der jetzt wieder den Peugeot pilotierte. Bis ins Ziel konnte der Deutsche den Vorsprung auf 13 Sekunden ausbauen und für Audi den zehnten Gesamtsieg einfahren. Das Rennen ging bis zur Zielflagge in vollem Tempo weiter und es gab erstmals wieder seit 1999 eine vollständige Auslauf- und Ehrenrunde.
Nach dem Rennen wurde bekannt, dass der siegreiche Audi R18 in der letzten Stunde einen schleichenden Plattfuß hatte und kaum mehr eine volle Runde über fast 14 Kilometer bei vollem Tempo geschafft hätte. Daher mussten bei dem letzten Tankstopp kurz vor Schluss zusätzlich auch noch die Reifen gewechselt werden.

## Einladungen

### Automatische Einladungen
An die Teams, die in hochklassigen Sportwagenrennen und Sportwagenrennserien des Jahres 2010 vordere Platzierungen erreichten, wurden automatische Einladungen für das 24-Stunden-Rennen von Le Mans 2011 vergeben. Zu den jeweils Ersten und Zweiten der LMP1-, LMP2- und GT2-Klasse des Vorjahresrennens und der Le Mans Series kamen die Sieger des Petit Le Mans, der American Le Mans Series, des Intercontinental Le Mans Cup sowie der Sieger der Michelin Green X Challenge innerhalb der LMS. Aus der FIA-GT-Meisterschaft bekam im Gegensatz zu den vergangenen Jahren kein Team eine automatische Einladung.
Eine automatische Einladung musste nicht angenommen werden.
| Rennen/Rennserie                      | LMP1                     | LMP2                    | LM GTE                     |
| ------------------------------------- | ------------------------ | ----------------------- | -------------------------- |
| 1. beim 24-Stunden-Rennen von Le Mans | Audi Sport North America | Strakka Racing          | Team Felbermayr-Proton     |
| 2. beim 24-Stunden-Rennen von Le Mans | Audi Sport Team Joest    | OAK Racing              | Hankook Team Farnbacher    |
| 1. in der Le Mans Series              | Team Oreca Matmut        | RML                     | Team Felbermayr-Proton     |
| 2. in der Le Mans Series              | Signature Plus           | Strakka Racing          | AF Corse                   |
| 1. beim Petit Le Mans                 | Team Peugeot Total       | Patrón Highcroft Racing | Corvette Racing            |
| 1. in der American Le Mans Series     | kein Teilnehmer          | Patrón Highcroft Racing | BMW Rahal Letterman Racing |
| 1. im Intercontinental Le Mans Cup    | Peugeot Sport Total      | OAK Racing              | Team Felbermayr-Proton     |
| 1. in der LMS Green X Challenge       |                          | OAK Racing              |                            |

1. ↑  In der ALMS wurden 2010 die Klassen LMP1 und LMP2 zu einer Klasse zusammengefasst.

### Startliste
Am 9. Februar 2011 veröffentlichte der ACO eine erste vorläufige Startliste mit 56 Teilnehmern plus zehn Reserveteams. Die Startliste erfuhr in der Folgezeit einige Änderungen.
Am 12. April zog Signatech Nissan seinen zweiten Oreca 03 zurück. Auf den Startplatz rückte der Norma M200P von Extrême Limite AM Paris nach.
Am 16. Mai zog Highcroft Racing seinen HPD ARX-01e zurück. Der ehemalige Partner Honda hatte dem Team nicht mehr die nötigen finanziellen Mittel gegeben, um den Einsatz des Fahrzeugs vornehmen zu können. Den Startplatz erhielt daraufhin der Lola-Aston Martin B09/60 von Kronos Racing.
| Startliste | Startliste                | Startliste                  | Startliste | Startliste              | Startliste               | Startliste            |
| Nr.        | Team                      | Fahrzeug                    | Reifen     | Fahrer                  | Fahrer                   | Fahrer                |
| ---------- | ------------------------- | --------------------------- | ---------- | ----------------------- | ------------------------ | --------------------- |
| LMP1       |                           |                             |            |                         |                          |                       |
| 1          | Audi Sport Team Joest     | Audi R18                    | M          | Timo Bernhard           | Romain Dumas             | Mike Rockenfeller     |
| 2          | Audi Sport Team Joest     | Audi R18                    | M          | Marcel Fässler          | André Lotterer           | Benoît Tréluyer       |
| 3          | Audi Sport North America  | Audi R18                    | M          | Tom Kristensen          | Rinaldo Capello          | Allan McNish          |
| 5          | Hope Racing               | Oreca Swiss HY Tech-Hybrid  | M          | Steve Zacchia           | Jan Lammers              | Casper Elgaard        |
| 7          | Peugeot Sport Total       | Peugeot 908                 | M          | Anthony Davidson        | Marc Gené                | Alexander Wurz        |
| 8          | Peugeot Sport Total       | Peugeot 908                 | M          | Stéphane Sarrazin       | Franck Montagny          | Nicolas Minassian     |
| 9          | Team Peugeot Total        | Peugeot 908                 | M          | Sébastien Bourdais      | Simon Pagenaud           | Pedro Lamy            |
| 10         | Team Oreca Matmut         | Peugeot 908 HDi FAP         | M          | Nicolas Lapierre        | Loïc Duval               | Olivier Panis         |
| 12         | Rebellion Racing          | Lola B10/60                 | M          | Nicolas Prost           | Neel Jani                | Jeroen Bleekemolen    |
| 13         | Rebellion Racing          | Lola B10/60                 | M          | Andrea Belicchi         | Jean-Christophe Boullion | Guy Smith             |
| 15         | OAK Racing                | Pescarolo 01                | D          | Guillaume Moreau        | Pierre Ragues            | Tiago Monteiro        |
| 16         | Pescarolo Team            | Pescarolo 01                | M          | Emmanuel Collard        | Christophe Tinseau       | Julien Jousse         |
| 20         | Quifel-ASM Team           | Zytek 09SC                  | D          | Miguel Amaral           | Olivier Pla              | Warren Hughes         |
| 22         | Kronos Racing             | Lola B09/60                 | M          | Vanina Ickx             | Maxime Martin            | Bas Leinders          |
| 24         | OAK Racing                | Pescarolo 01                | D          | Richard Hein            | Jacques Nicolet          | Jean-François Yvon    |
| 007        | Aston Martin Racing       | Aston Martin AMR-One        | M          | Stefan Mücke            | Darren Turner            | Christian Klien       |
| 009        | Aston Martin Racing       | Aston Martin AMR-One        | M          | Harold Primat           | Adrián Fernández         | Andrew Meyrick        |
| LMP2       |                           |                             |            |                         |                          |                       |
| 26         | Signatech Nissan          | Oreca 03                    | D          | Franck Mailleux         | Lucas Ordoñez            | Soheil Ayari          |
| 33         | Level 5 Motorsports       | Lola B08/80                 | M          | Scott Tucker            | Christophe Bouchut       | João Barbosa          |
| 35         | OAK Racing                | Pescarolo 01                | D          | Andrea Barlesi          | Frédéric Da Rocha        | Patrice Lafargue      |
| 36         | RML                       | HPD ARX-01d                 | D          | Mike Newton             | Thomas Erdos             | Ben Collins           |
| 39         | Pecom Racing              | Lola B11/40                 | M          | Luís Pérez Companc      | Matías Russo             | Pierre Kaffer         |
| 40         | Race Performance          | Oreca 03                    | D          | Michel Frey             | Ralph Meichtry           | Marc Rostan           |
| 41         | Greaves Motorsport        | Zytek Z11SN                 | D          | Karim Ojjeh             | Tom Kimber-Smith         | Olivier Lombard       |
| 42         | Strakka Racing            | HPD ARX-01d                 | M          | Nick Leventis           | Danny Watts              | Jonny Kane            |
| 44         | Extrême Limite AM Paris   | Norma M200P                 | D          | Fabien Rosier           | Philippe Haezebrouck     | Jean-René de Fournoux |
| 48         | Team Oreca Matmut         | Oreca 03                    | M          | Alexandre Prémat        | David Hallyday           | Dominik Kraihamer     |
| 49         | OAK Racing                | Pescarolo 01                | D          | Shinji Nakano           | Nicolas De Crem          | Jan Charouz           |
| LM GTE Pro |                           |                             |            |                         |                          |                       |
| 51         | AF Corse SRL              | Ferrari 458 Italia GTC      | M          | Giancarlo Fisichella    | Gianmaria Bruni          | Toni Vilander         |
| 55         | BMW Motorsport            | BMW M3 GT2                  | D          | Augusto Farfus          | Jörg Müller              | Dirk Werner           |
| 56         | BMW Motorsport            | BMW M3 GT2                  | D          | Andy Priaulx            | Dirk Müller              | Joey Hand             |
| 58         | Luxury Racing             | Ferrari 458 Italia GTC      | M          | Anthony Beltoise        | Pierre Thiriet           | François Jakubowski   |
| 59         | Luxury Racing             | Ferrari 458 Italia GTC      | M          | Stéphane Ortelli        | Frédéric Makowiecki      | Jaime Melo            |
| 64         | Lotus Jetalliance         | Lotus Evora GTE             | M          | Oskar Slingerland       | Martin Rich              | John Hartshorne       |
| 65         | Lotus Jetalliance         | Lotus Evora GTE             | M          | Jonathan Hirschi        | James Rossiter           | Johnny Mowlem         |
| 66         | JMW Motorsport            | Ferrari 458 Italia GTC      | D          | Rob Bell                | Tim Sugden               | Xavier Maassen        |
| 71         | AF Corse                  | Ferrari 458 Italia GTC      | M          | Robert Kauffman         | Michael Waltrip          | Rui Águas             |
| 73         | Corvette Racing           | Chevrolet Corvette C6.R     | M          | Olivier Beretta         | Tommy Milner             | Antonio García        |
| 74         | Corvette Racing           | Chevrolet Corvette C6.R     | M          | Oliver Gavin            | Jan Magnussen            | Richard Westbrook     |
| 75         | Prospeed Competition      | Porsche 997 GT3-RSR         | M          | Marc Goossens           | Marco Holzer             | Jaap van Lagen        |
| 76         | IMSA Performance Matmut   | Porsche 997 GT3-RSR         | M          | Raymond Narac           | Patrick Pilet            | Nicolas Armindo       |
| 77         | Team Felbermayr-Proton    | Porsche 997 GT3-RSR         | M          | Marc Lieb               | Richard Lietz            | Wolf Henzler          |
| 79         | Jota                      | Aston Martin V8 Vantage GT2 | D          | Sam Hancock             | Simon Dolan              | Chris Buncombe        |
| 80         | Flying Lizard Motorsports | Porsche 997 GT3-RSR         | M          | Jörg Bergmeister        | Patrick Long             | Lucas Luhr            |
| 88         | Team Felbermayr-Proton    | Porsche 997 GT3-RSR         | M          | Nick Tandy              | Abdulaziz Al Faisal      | Bryce Miller          |
| 89         | Hankook Team Farnbacher   | Ferrari 458 Italia GTC      | H          | Dominik Farnbacher      | Allan Simonsen           | Leh Keen              |
| LM GTE Am  |                           |                             |            |                         |                          |                       |
| 50         | Larbre Compétition        | Chevrolet Corvette C6.R     | M          | Patrick Bornhauser      | Julien Canal             | Gabriele Gardel       |
| 57         | Krohn Racing              | Ferrari F430 GTE            | D          | Tracy Krohn             | Niclas Jönsson           | Michele Rugolo        |
| 60         | Gulf AMR Middle East      | Aston Martin V8 Vantage GT2 | D          | Fabien Giroix           | Mike Wainwright          | Roald Goethe          |
| 61         | AF Corse SRL              | Ferrari F430 GTE            | M          | Piergiuseppe Perazzini  | Marco Cioci              | Seán Paul Breslin     |
| 62         | CRS Racing                | Ferrari F430 GTE            | M          | Pierre Ehret            | Roger Wills              | Shaun Lynn            |
| 63         | Proton Competition        | Porsche 997 GT3-RSR         | M          | Horst Felbermayr junior | Horst Felbermayr senior  | Christian Ried        |
| 68         | Robertson Racing LLC      | Ford GT-R Mk. VIII          | M          | David Robertson         | Andrea Robertson         | David Murry           |
| 70         | Larbre Compétition        | Porsche 997 GT3-RSR         | M          | Christophe Bourret      | Pascal Gibon             | Jean-Philippe Belloc  |
| 81         | Flying Lizard Motorsports | Porsche 997 GT3-RSR         | M          | Seth Neiman             | Darren Law               | Spencer Pumpelly      |
| 83         | JMB Racing                | Ferrari F430 GTE            | D          | Manuel Rodrigues        | Jean-Marc Menahem        | Nicolas Marroc        |

Folgende Nennungen, die ursprünglich einen Startplatz erhalten hatten, wurden zurückgezogen:
| Nr.  | Team             | Fahrzeug    | Nominierter Fahrer |
| LMP1 | LMP1             | LMP1        | LMP1               |
| ---- | ---------------- | ----------- | ------------------ |
| 19   | Highcroft Racing | HPD ARX-01e | David Brabham      |
| LMP2 |                  |             |                    |
| 27   | Signatech Nissan | Oreca 03    | Tiago Monteiro     |

### Reservefahrzeuge
Wie in den Jahren davor veröffentlichte der ACO zeitgleich mit der ersten vorläufigen Startliste auch eine Liste der Reservefahrzeuge. Jeweils fünf LMP- und GT-Teams wurden auf die Liste gesetzt und bekamen die Möglichkeit, jene Teams zu ersetzen, die aus den unterschiedlichsten Gründen am Rennen nicht teilnehmen konnten. Dabei durften die LMP-Reservisten nur Fahrzeuge der LMP1- und LMP2-Klasse ersetzen, so wie die GT-Reservisten nur GT-Fahrzeuge ersetzen durften. Die Nachrückung erfolgte in der Reihenfolge der Nominierung.
Zwei Nennungen von der Reserveliste erhielten noch einen Startplatz. Inzwischen ist keine Reserveliste mehr vorhanden.
Folgende Nennungen, die ursprünglich auf der Reserveliste standen, rückten in die Startliste auf:
| Reihenfolge | Klasse | Nr. | Team                    | Fahrzeug    | Nominierter Fahrer |
| LMP         | LMP    | LMP | LMP                     | LMP         | LMP                |
| ----------- | ------ | --- | ----------------------- | ----------- | ------------------ |
| 1           | LMP2   | 44  | Extrême Limite AM Paris | Norma M200P | Fabien Rosier      |
| 2           | LMP1   | 22  | Kronos Racing           | Lola B09/60 | Vanina Ickx        |

Folgende Nennungen, die ursprünglich auf der Reserveliste standen, wurden zurückgezogen oder erhielten keinen Startplatz:
| Klasse | Nr. | Team                  | Fahrzeug                    | Nominierter Fahrer  |
| LMP    | LMP | LMP                   | LMP                         | LMP                 |
| ------ | --- | --------------------- | --------------------------- | ------------------- |
| LMP1   | 21  | Rangoni Motorsport    | Zytek 09H Hybrid            | Ferdinando Geri     |
| LMP2   | 45  | Boutsen Energy Racing | Oreca 03                    | Dominik Kraihamer   |
| LMP2   | 38  | Pegasus Racing        | Courage LC75                | Julien Schell       |
| LM GTE |     |                       |                             |                     |
| Pro    | 69  | Robertson Racing      | Ford GT-R Mk. VII           | David Murry         |
| Am     | 85  | Prospeed Competition  | Porsche 997 GT3-RSR         | Paul van Splunteren |
| Am     | 84  | Tolimit Arabia        | Porsche 997 GT3-RSR         | Sascha Maassen      |
| Pro    | 86  | Young Driver AMR      | Aston Martin V8 Vantage GT2 | Tomáš Enge          |
| Pro    | 87  | BMS Scuderia Italia   | Porsche 997 GT3-RSR         | Romain Grosjean     |

## Trainingszeiten

### Qualifikation
| Pos. | Nr. | Team                      | Klasse     | Zeit     | Rückstand | Start |
| ---- | --- | ------------------------- | ---------- | -------- | --------- | ----- |
| 1    | 2   | Audi Sport Team Joest     | LMP1       | 3:25,738 |           | 1     |
| 2    | 1   | Audi Sport Team Joest     | LMP1       | 3:25,799 | +0,061    | 2     |
| 3    | 9   | Team Peugeot Total        | LMP1       | 3:26,010 | +0,272    | 3     |
| 4    | 8   | Peugeot Sport Total       | LMP1       | 3:26,156 | +0,418    | 4     |
| 5    | 3   | Audi Sport North America  | LMP1       | 3:26,165 | +0,427    | 5     |
| 6    | 7   | Peugeot Sport Total       | LMP1       | 3:26,272 | +0,534    | 6     |
| 7    | 10  | Team Oreca Matmut         | LMP1       | 3:30,084 | +4,346    | 7     |
| 8    | 12  | Rebellion Racing          | LMP1       | 3:32,883 | +7,145    | 8     |
| 9    | 16  | Pescarolo Team            | LMP1       | 3:33,066 | +7,328    | 9     |
| 10   | 13  | Rebellion Racing          | LMP1       | 3:34,573 | +8,835    | 10    |
| 11   | 15  | OAK Racing                | LMP1       | 3:34,933 | +9,195    | 11    |
| 12   | 22  | Kronos Racing             | LMP1       | 3:36,551 | +10,813   | 12    |
| 13   | 20  | Quifel-ASM Team           | LMP1       | 3:37,393 | +11,655   | 13    |
| 14   | 26  | Signatech Nissan          | LMP2       | 3:41,458 | +15,720   | 14    |
| 15   | 24  | OAK Racing                | LMP1       | 3:41,908 | +16,170   | 15    |
| 16   | 42  | Strakka Racing            | LMP2       | 3:42,615 | +16,877   | 16    |
| 17   | 48  | Team Oreca Matmut         | LMP2       | 3:43,098 | +17,360   | 17    |
| 18   | 39  | Pecom Racing              | LMP2       | 3:43,223 | +17,485   | 18    |
| 19   | 49  | OAK Racing                | LMP2       | 3:43,479 | +17,741   | 19    |
| 20   | 41  | Greaves Motorsport        | LMP2       | 3:43,802 | +18,064   | 20    |
| 21   | 40  | Race Performance          | LMP2       | 3:44,294 | +18,556   | 21    |
| 22   | 007 | Aston Martin Racing       | LMP1       | 3:45,918 | +20,180   | 22    |
| 23   | 36  | RML                       | LMP2       | 3:47,308 | +21,570   | 23    |
| 24   | 5   | Hope Racing               | LMP1       | 3:47,691 | +21,953   | 24    |
| 25   | 009 | Aston Martin Racing       | LMP1       | 3:48,355 | +22,617   | 25    |
| 26   | 44  | Extrême Limite AM Paris   | LMP2       | 3:48,420 | +22,682   | 26    |
| 27   | 35  | OAK Racing                | LMP2       | 3:48,665 | +22,927   | 27    |
| 28   | 33  | Level 5 Motorsports       | LMP2       | 3:48,863 | +23,125   | 28    |
| 29   | 55  | BMW Motorsport            | LM GTE Pro | 3:57,592 | +31,854   | 29    |
| 30   | 51  | AF Corse SRL              | LM GTE Pro | 3:58,040 | +32,302   | 30    |
| 31   | 56  | BMW Motorsport            | LM GTE Pro | 3:58,426 | +32,688   | 31    |
| 32   | 74  | Corvette Racing           | LM GTE Pro | 3:59,519 | +33,781   | 32    |
| 33   | 89  | Hankook Team Farnbacher   | LM GTE Pro | 3:59,519 | +33,781   | 33    |
| 34   | 73  | Corvette Racing           | LM GTE Pro | 3:59,633 | +33,895   | 34    |
| 35   | 77  | Team Felbermayr-Proton    | LM GTE Pro | 3:59,662 | +33,924   | 35    |
| 36   | 59  | Luxury Racing             | LM GTE Pro | 3:59,901 | +34,163   | 36    |
| 37   | 75  | Prospeed Competition      | LM GTE Pro | 3:59,962 | +34,224   | 37    |
| 38   | 79  | Jota                      | LM GTE Pro | 4:00,747 | +35,009   | 38    |
| 39   | 66  | JMW Motorsport            | LM GTE Pro | 4:00,890 | +35,152   | 39    |
| 40   | 80  | Flying Lizard Motorsports | LM GTE Pro | 4:01,024 | +35,286   | 40    |
| 41   | 58  | Luxury Racing             | LM GTE Pro | 4:01,176 | +35,438   | 41    |
| 42   | 61  | AF Corse SRL              | LM GTE Am  | 4:01,282 | +35,544   | 42    |
| 43   | 88  | Team Felbermayr-Proton    | LM GTE Pro | 4:01,752 | +36,014   | 43    |
| 44   | 71  | AF Corse                  | LM GTE Pro | 4:02,216 | +36,478   | 44    |
| 45   | 76  | IMSA Performance Matmut   | LM GTE Pro | 4:02,548 | +36,810   | 45    |
| 46   | 63  | Proton Competition        | LM GTE Am  | 4:03,532 | +37,794   | 46    |
| 47   | 81  | Flying Lizard Motorsports | LM GTE Am  | 4:03,648 | +37,910   | 47    |
| 48   | 70  | Larbre Compétition        | LM GTE Am  | 4:03,918 | +38,180   | 48    |
| 49   | 83  | JMB Racing                | LM GTE Am  | 4:04,640 | +38,902   | 49    |
| 50   | 60  | Gulf AMR Middle East      | LM GTE Am  | 4:04,825 | +39,087   | 50    |
| 51   | 57  | Krohn Racing              | LM GTE Am  | 4:05,211 | +39,473   | 51    |
| 52   | 50  | Larbre Compétition        | LM GTE Am  | 4:05,955 | +40,217   | 52    |
| 53   | 62  | CRS Racing                | LM GTE Am  | 4:07,236 | +41,498   | 53    |
| 54   | 65  | Lotus Jetalliance         | LM GTE Pro | 4:07,465 | +41,727   | 54    |
| 55   | 68  | Robertson Racing LLC      | LM GTE Am  | 4:08,208 | +42,470   | 55    |
| 56   | 64  | Lotus Jetalliance         | LM GTE Pro | 4:12,569 | +46,831   | 56    |

## Ergebnisse

### Piloten nach Nationen
| 48 Franzosen   | 27 Briten     | 17 Deutsche    | 15 US-Amerikaner | 8 Schweizer   |
| 7 Italiener    | 6 Belgier     | 6 Österreicher | 5 Niederländer   | 5 Portugiesen |
| 4 Dänen        | 3 Brasilianer | 3 Monegassen   | 3 Spanier        | 2 Argentinier |
| 2 Saudis       | 1 Finne       | 1 Ire          | 1 Japaner        | 1 Mexikaner   |
| 1 Neuseeländer | 1 Schwede     | 1 Tscheche     |                  |               |

### Schlussklassement
Gemäß Ergebnisliste des ACO
| Pos.            | Klasse    | Nr. | Team                      | Fahrer                                                         | Chassis                     | Motor                             | Reifen | Runden |
| --------------- | --------- | --- | ------------------------- | -------------------------------------------------------------- | --------------------------- | --------------------------------- | ------ | ------ |
| 1               | LMP1      | 2   | Audi Sport Team Joest     | Marcel Fässler André Lotterer Benoît Tréluyer                  | Audi R18                    | Audi TDI 3.7L Turbo V6            | M      | 355    |
| 2               | LMP1      | 9   | Team Peugeot Total        | Sébastien Bourdais Simon Pagenaud Pedro Lamy                   | Peugeot 908                 | Peugeot HDi 3.7L Turbo V8         | M      | 355    |
| 3               | LMP1      | 8   | Peugeot Sport Total       | Stéphane Sarrazin Franck Montagny Nicolas Minassian            | Peugeot 908                 | Peugeot HDi 3.7L Turbo V8         | M      | 353    |
| 4               | LMP1      | 7   | Peugeot Sport Total       | Anthony Davidson Alexander Wurz Marc Gené                      | Peugeot 908                 | Peugeot HDi 3.7L Turbo V8         | M      | 351    |
| 5               | LMP1      | 10  | Team Oreca Matmut         | Nicolas Lapierre Loïc Duval Olivier Panis                      | Peugeot 908 HDi FAP         | Peugeot HDi 5.5L Turbo V12        | M      | 339    |
| 6               | LMP1      | 12  | Rebellion Racing          | Nicolas Prost Neel Jani Jeroen Bleekemolen                     | Lola B10/60                 | Toyota RV8KLM 3.4L V8             | M      | 338    |
| 7               | LMP1      | 22  | Kronos Racing             | Vanina Ickx Bas Leinders Maxime Martin                         | Lola B09/60                 | Aston Martin 6.0L V12             | M      | 328    |
| 8               | LMP2      | 41  | Greaves Motorsport        | Karim Ojjeh Olivier Lombard Tom Kimber-Smith                   | Zytek Z11SN                 | Nissan VK45DE 4.5L V8             | D      | 326    |
| 9               | LMP2      | 26  | Signatech Nissan          | Soheil Ayari Franck Mailleux Lucas Ordoñez                     | Oreca 03                    | Nissan VK45DE 4.5L V8             | D      | 320    |
| 10              | LMP2      | 33  | Level 5 Motorsports       | Scott Tucker Christophe Bouchut João Barbosa                   | Lola B08/80                 | HPD HR28TT 2.8L Turbo V6          | M      | 319    |
| 11              | LMGTE Pro | 73  | Corvette Racing           | Olivier Beretta Tommy Milner Antonio García                    | Chevrolet Corvette C6.R     | Chevrolet 5.5L V8                 | M      | 314    |
| 12              | LMP2      | 36  | RML                       | Mike Newton Ben Collins Thomas Erdos                           | HPD ARX-01d                 | HPD HR28TT 2.8L Turbo V6          | D      | 314    |
| 13              | LMGTE Pro | 51  | AF Corse SRL              | Giancarlo Fisichella Gianmaria Bruni Toni Vilander             | Ferrari 458 Italia GTC      | Ferrari 4.5L V8                   | M      | 314    |
| 14              | LMP2      | 49  | OAK Racing                | Shinji Nakano Nicolas De Crem Jan Charouz                      | Pescarolo 01                | BMW HK 3.6L V8                    | D      | 313    |
| 15              | LMGTE Pro | 56  | BMW Motorsport            | Andy Priaulx Dirk Müller Joey Hand                             | BMW M3 GT2                  | BMW 4.0L V8                       | D      | 313    |
| 16              | LMGTE Pro | 77  | Team Felbermayr-Proton    | Marc Lieb Wolf Henzler Richard Lietz                           | Porsche 997 GT3-RSR         | Porsche 4.0L Flat-6               | M      | 312    |
| 17              | LMGTE Pro | 76  | IMSA Performance Matmut   | Raymond Narac Patrick Pilet Nicolas Armindo                    | Porsche 997 GT3-RSR         | Porsche 4.0L Flat-6               | M      | 311    |
| 18              | LMGTE Pro | 80  | Flying Lizard Motorsports | Jörg Bergmeister Lucas Luhr Patrick Long                       | Porsche 997 GT3-RSR         | Porsche 4.0L Flat-6               | M      | 310    |
| 19              | LMP2      | 40  | Race Performance          | Michel Frey Ralph Meichtry Marc Rostan                         | Oreca 03                    | BMW HK 3.6L V8                    | D      | 304    |
| 20              | LMGTE Am  | 50  | Larbre Compétition        | Patrick Bornhauser Julien Canal Gabriele Gardel                | Chevrolet Corvette C6.R     | Chevrolet 5.5L V8                 | M      | 302    |
| 21              | LMGTE Am  | 70  | Larbre Compétition        | Christophe Bourret Pascal Gibon Jean-Philippe Belloc           | Porsche 997 GT3-RSR         | Porsche 4.0L Flat-6               | M      | 301    |
| 22              | LMGTE Pro | 65  | Jetalliance Racing        | Jonathan Hirschi Johnny Mowlem James Rossiter                  | Lotus Evora GTE             | Toyota 2GR-FE 4.0L V6             | M      | 295    |
| 23              | LMGTE Pro | 75  | Prospeed Competition      | Marc Goossens Marco Holzer Jaap van Lagen                      | Porsche 997 GT3-RSR         | Porsche 4.0L Flat-6               | M      | 293    |
| 24              | LMGTE Pro | 66  | JMW Motorsport            | Rob Bell Tim Sugden Xavier Maassen                             | Ferrari 458 Italia GTC      | Ferrari 4.5L V8                   | D      | 290    |
| 25              | LMP2      | 35  | OAK Racing                | Frédéric Da Rocha Patrice Lafargue Andrea Barlesi              | Pescarolo 01                | BMW HK 3.6L V8                    | D      | 288    |
| 26              | LMGTE Am  | 68  | Robertson Racing LLC      | David Robertson Andrea Robertson David Murry                   | Ford GT-R Mk.VII            | Ford 5.0L V8                      | M      | 285    |
| 27              | LMGTE Am  | 83  | JMB Racing                | Manuel Rodrigues Jean-Marc Menehem Nicolas Marroc              | Ferrari F430 GTE            | Ferrari 4.0L V8                   | D      | 272    |
| Nicht klassiert |           |     |                           |                                                                |                             |                                   |        |        |
| 28              | LMP2      | 44  | Extrême Limite AM Paris   | Fabien Rosier Philippe Haezebrouck Jean-René de Fournoux       | Norma M200P                 | BMW HK 3.6L V8                    | D      | 247    |
| Ausgefallen     |           |     |                           |                                                                |                             |                                   |        |        |
| 29              | LMP1      | 16  | Pescarolo Team            | Emmanuel Collard Christophe Tinseau Julien Jousse              | Pescarolo 01                | Judd GV5 S2 5.0L V10              | M      | 305    |
| 30              | LMGTE Pro | 55  | BMW Motorsport            | Augusto Farfus Jörg Müller Dirk Werner                         | BMW M3 GT2                  | BMW 4.0L V8                       | D      | 276    |
| 31              | LMGTE Pro | 74  | Corvette Racing           | Oliver Gavin Richard Westbrook Jan Magnussen                   | Chevrolet Corvette C6.R     | Chevrolet 5.5L V8                 | M      | 211    |
| 32              | LMGTE Am  | 81  | Flying Lizard Motorsports | Seth Neiman Darren Law Spencer Pumpelly                        | Porsche 997 GT3-RSR         | Porsche 4.0L Flat-6               | M      | 211    |
| 33              | LMP2      | 48  | Team Oreca Matmut         | Alexandre Prémat David Hallyday Dominik Kraihamer              | Oreca 03                    | Nissan VK45DE 4.5L V8             | M      | 200    |
| 34              | LMGTE Am  | 63  | Proton Competition        | Horst Felbermayr junior Horst Felbermayr senior Christian Ried | Porsche 997 GT3-RSR         | Porsche 4.0L Flat-6               | M      | 199    |
| 35              | LMP1      | 13  | Rebellion Racing          | Andrea Belicchi Jean-Christophe Boullion Guy Smith             | Lola B10/60                 | Toyota RV8KLM 3.4L V8             | M      | 190    |
| 36              | LMGTE Am  | 61  | AF Corse SRL              | Piergiuseppe Perazzini Marco Cioci Seán Paul Breslin           | Ferrari F430 GTE            | Ferrari 4.0L V8                   | M      | 188    |
| 37              | LMGTE Pro | 59  | Luxury Racing             | Stéphane Ortelli Frédéric Makowiecki Jaime Melo                | Ferrari 458 Italia GTC      | Ferrari 4.5L V8                   | M      | 183    |
| 38              | LMGTE Pro | 71  | AF Corse                  | Robert Kauffman Michael Waltrip Rui Águas                      | Ferrari 458 Italia GTC      | Ferrari 4.5L V8                   | M      | 178    |
| 39              | LMGTE Pro | 88  | Team Felbermayr-Proton    | Nick Tandy Abdulaziz Al Faisal Bryce Miller                    | Porsche 997 GT3-RSR         | Porsche 4.0L Flat-6               | M      | 169    |
| 40              | LMP2      | 42  | Strakka Racing            | Nick Leventis Danny Watts Jonny Kane                           | HPD ARX-01d                 | HPD HR28TT 2.8L Turbo V6          | M      | 144    |
| 41              | LMGTE Am  | 60  | AMR Middle East           | Fabien Giroix Roald Goethe Mike Wainwright                     | Aston Martin V8 Vantage GT2 | Aston Martin 4.5L V8              | D      | 141    |
| 42              | LMP2      | 39  | PeCom Racing              | Luís Pérez Companc Matías Russo Pierre Kaffer                  | Lola B11/40                 | BMW HK 3.6L V8                    | M      | 139    |
| 43              | LMGTE Pro | 89  | Hankook-Team Farnbacher   | Dominik Farnbacher Allan Simonsen Leh Keen                     | Ferrari 458 Italia GTC      | Ferrari 4.5L V8                   | H      | 137    |
| 44              | LMGTE Pro | 58  | Luxury Racing             | Anthony Beltoise François Jakubowski Pierre Thiriet            | Ferrari 458 Italia GTC      | Ferrari 4.5L V8                   | M      | 136    |
| 45              | LMGTE Pro | 64  | Jetalliance Racing        | Oskar Slingerland Martin Rich John Hartshorne                  | Lotus Evora GTE             | Toyota 2GR-FE 4.0L V6             | M      | 126    |
| 46              | LMGTE Am  | 57  | Krohn Racing              | Tracy Krohn Niclas Jönnson Michele Rugolo                      | Ferrari F430 GTE            | Ferrari 4.0L V8                   | D      | 123    |
| 47              | LMP1      | 24  | OAK Racing                | Richard Hein Jacques Nicolet Jean-François Yvon                | Pescarolo 01                | Judd DB 3.4L V8                   | D      | 119    |
| 48              | LMP1      | 1   | Audi Sport Team Joest     | Timo Bernhard Romain Dumas Mike Rockenfeller                   | Audi R18                    | Audi TDI 3.7L Turbo V6            | M      | 116    |
| 49              | LMP1      | 5   | Hope Racing               | Steve Zacchia Jan Lammers Casper Elgaard                       | Oreca 01                    | Swiss HyTech 2.0L Hybrid Turbo I4 | M      | 115    |
| 50              | LMGTE Am  | 62  | CRS Racing                | Pierre Ehret Shaun Lynn Roger Wills                            | Ferrari F430 GTE            | Ferrari 4.0L V8                   | M      | 84     |
| 51              | LMP1      | 15  | OAK Racing                | Guillaume Moreau Pierre Ragues Tiago Monteiro                  | Pescarolo 01                | Judd DB 3.4L V8                   | D      | 80     |
| 52              | LMGTE Pro | 79  | Jota                      | Sam Hancock Simon Dolan Chris Buncombe                         | Aston Martin Vantage GT2    | Aston Martin 4.5L V8              | D      | 74     |
| 53              | LMP1      | 20  | Quifel-ASM Team           | Miguel Amaral Olivier Pla Warren Hughes                        | Zytek 09SC                  | Zytek ZG348 3.4L V8               | D      | 48     |
| 54              | LMP1      | 3   | Audi Sport North America  | Tom Kristensen Rinaldo Capello Allan McNish                    | Audi R18                    | Audi TDI 3.7L Turbo V6            | M      | 14     |
| 55              | LMP1      | 007 | Aston Martin Racing       | Stefan Mücke Darren Turner Christian Klien                     | Aston Martin AMR-One        | Aston Martin 2.0L Turbo I6        | M      | 4      |
| 56              | LMP1      | 009 | Aston Martin Racing       | Harold Primat Adrián Fernández Andrew Meyrick                  | Aston Martin AMR-One        | Aston Martin 2.0L Turbo I6        | M      | 2      |

### Nur in der Meldeliste
Weitere gemeldete Teams, Fahrzeuge und Fahrer finden sich in der Start- und Reserveliste.

### Klassensieger
| Klasse    | Fahrer             | Fahrer          | Fahrer           | Fahrzeug                | Platzierung im Gesamtklassement |
| --------- | ------------------ | --------------- | ---------------- | ----------------------- | ------------------------------- |
| LMP1      | André Lotterer     | Benoît Tréluyer | Marcel Fässler   | Audi R18                | Gesamtsieg                      |
| LMP2      | Karim Ojjeh        | Olivier Lombard | Tom Kimber-Smith | Zytek Z11SN             | Rang 8                          |
| LMGTE Pro | Olivier Beretta    | Tommy Milner    | Antonio García   | Chevrolet Corvette C6.R | Rang 11                         |
| LMGTE Am  | Patrick Bornhauser | Julien Canal    | Gabriele Gardel  | Chevrolet Corvette C6.R | Rang 20                         |

### Renndaten
- Gemeldet: 66
- Gestartet: 56
- Gewertet: 28
- Rennklassen: 4
- Zuschauer: 249.500
- Ehrenstarter des Rennens: Jean Todt, Präsident der FIA
- Wetter am Rennwochenende: warm, leichter Regen am Sonntag
- Streckenlänge: 13,629 km
- Fahrzeit des Siegerteams: 24:02:21.525 Stunden
- Runden des Siegerteams: 355
- Distanz des Siegerteams: 4838,295 km[27]
- Siegerschnitt: 201,266 km/h[27]
- Pole Position: Benoît Tréluyer - Audi R18 (#2) - 3:25,738 - 238,480 km/h
- Schnellste Rennrunde: André Lotterer - Audi R18 (#2) - 3:25,289 - 239,002 km/h
- Rennserie: 3. Lauf zum Intercontinental Le Mans Cup 2011